# Jean-Baptiste Mazzucconi
Jean-Baptiste Mazzucconi (Giovanni Mazzucconi), né à Rancio de Lecco le 1er mars 1826 et mort sur l’île de Woodlark en septembre 1855, est un religieux et missionnaire italien. Il a été ordonné au sacerdoce en 1850, et fut l'un des premiers membres de l'Institut pontifical pour les missions étrangères, créé la même année. Deux ans après, il part pour l'Océanie où il fut tué pour sa foi par les indigènes en débarquant à l'île de Woodlark. Son martyre ne fut connu que 8 mois après. En 1984 il a été proclamé bienheureux par le pape Jean-Paul II.

## Vie et vocation
Giovanni Albino Mazzucconi naquit le 1er mars 1826 dans le diocèse de Milan, au foyer de Jacques Mazzucconi et d'Anne-Marie Scuri : famille très pieuse, de 12 enfants, dont il sera le neuvième.
Trois de ses frères et sœurs meurent en bas âge. Parmi les autres, aucun ne se marient. Ils choisissent tous un type de consécration (trois seront prêtres et quatre religieuses). Son premier biographe, le père Scurati, signale que sa mère n'eut jamais à se plaindre de lui, ni même à le gronder. Quand il eut sept ans, il commence à fréquenter l'école à Lecco, se distinguant par sa diligence et son talent mais aussi par son caractère timide. Rentrant de l'école, il s'arrête pour visiter le Très Saint Sacrement, et à peine eut-il appris à servir la messe, qu'il commence à la fréquenter tous les matins. Tous les soirs il va à l'église pour la récitation du Rosaire, avec sa famille.
Mazzucconi est confirmé le 23 octobre 1834.
À douze ans, il entre au collège Cavalleri (it) de Parabiago où il perfectionne sa compréhension de la grammaire et du latin. Durant les trois années qu'il y a passé, il se distingue par son application et ses capacités intellectuelles. Son parcours de croissance humaine et spirituelle le conduit à choisir de continuer ses études au séminaire diocésain de saint Pierre Martyr à Seveso qu’il intègre à l'automne 1840 pour les cours d'« humanités ».
Il étudie la philosophie au séminaire de Monza, de 1844 à 1846, et ensuite la théologie au séminaire de la Canonica à Milan de 1846 à 1847, puis à celui du Maggiore (it) jusqu'en 1850.
Il y montre son esprit de sacrifice et son obéissance, son dévouement à la pratique de la piété, surtout eucharistique. Pour ses qualités, il est noté par ses supérieurs et nommé directeur adjoint du plus jeune dortoir. Durant les enseignements de philosophie, il commence à exprimer son âme poétique et littéraire en composant des prières et des poésies, et se dédiant à de bonnes lectures.
Découvrant les récits des persécutions contre les chrétiens en Chine et au Tonkin, il sent naître en lui une profonde vocation de missionnaire. Il précise que cette vocation : « correspond au désir le plus profond de son cœur ».
Ordonné prêtre le 25 mai 1850, il reste deux mois dans la maison de ses géniteurs puis se rend à Saronno, auprès de Mgr Angelo Ramazzotti avec les autres jeunes voulant partir pour la mission. Comme il souhaite effectué sa retraite d'ordination à l'Institut missionnaire que vient de fonder le pape Pie IX à Milan, il se trouve être l'un des premiers cofondateurs de l'Institut pontifical pour les missions étrangères dont il contribue à élaborer les statuts, et compose de nombreuses prières encore en usage actuellement.
Toujours désireux de rejoindre les missionnaires sur le terrain, il disait :

« Bienheureux le jour où il me sera donné de souffrir beaucoup pour une cause aussi sainte et aussi pieuse que celle de l'évangélisation, mais bien plus heureux encore le jour où je serai jugé digne de répandre mon sang pour cette cause et de rencontrer la mort au milieu des tourments. »

## Départ en mission
Il part le 16 mars 1852 avec six autres prêtres, pour la Mélanésie et la Micronésie, qu'ils atteignent après sept longs mois de voyage. Ils débarquent à l'île de Rook tandis que d'autres missionnaires arrivaient à l'île Woodlark.
D'emblée, les conditions de vie sont particulièrement pénibles. L'hostilité des indigènes, dont Jean-Baptiste stigmatise la conduite (ils pratiquent l'infanticide), et la difficulté à prêcher l'Évangile à des populations peu réceptives, auxquelles s'ajoutent les fièvres qui l'épuisent, l'obligent, au bout de deux ans, à partir se reposer à Sydney.
Entre-temps, ses compagnons se regroupent à Woodlark, et le père Mazzucconi revient vers eux pour leur porter secours. Mais avant qu'il ait pu les rejoindre, ceux-ci, chassés par les indigènes qui veulent tous les tuer, sont partis en lui laissant une lettre d'explication. Quand ils arrivent à leur tour à Sydney, le prêtre est déjà parti.
Jean-Baptiste Mazzucconi arrive dans les premiers jours de septembre 1855 à Woodlark mais sa goélette s'échoue sur un banc de sable. Des indigènes arrivent alors, et malgré la résistance du capitaine, s'attaquent au père et le tuent à coup de hache, avant d'assassiner aussi tout le restant de l'équipage pour tenter de masquer leur forfait.

## Béatification
Jean-Baptiste Mazzucconi a été béatifié le 19 février 1984 par le pape Jean-Paul II, lors de l'année de la Rédemption, en même temps que les martyrs d'Angers.

## Citation
« Je sais que Dieu est bon, qu’Il m’aime immensément. Tout le reste, calme et tempête, danger et sécurité, vie et mort, ne sont que des expressions momentanées de son Amour immuable. »

— Jean-Baptiste Mazzucconi

## Fête
Sa mémoire liturgique est célébrée le 10 septembre.

## Sources
- (it) Cet article est partiellement ou en totalité issu de l’article de Wikipédia en italien intitulé « Giovanni Mazzucconi » (voir la liste des auteurs).
- Osservatore Romano : 1984 n.6, 8 & 9
- Documentation catholique : 1984 p.300